# Harry Maòr
Harry Maòr (geboren am 27. Mai 1914 in München; gestorben 1982 in Israel) war ein deutsch-israelischer Soziologe.

## Leben
Im Jahr 1933 emigrierte Maòr nach Palästina. 1953 bis 1963 war er Redakteur und Lehrer in Deutschland. 1960 wurde er mit einer Arbeit über den Wiederaufbau der jüdischen Gemeinden in Deutschland seit 1945 zum Dr. phil. promoviert. Maòr übersetzte unter anderem 1962 Isaac Deutschers dreibändige Trotzki-Biografie aus dem Englischen und 1964 Charles Goldsteins Bericht aus dem von den Deutschen besetzten Warschau nach Ende des Warschauer Aufstands aus dem Jiddischen ins Deutsche. 
1970 wurde er Professor für Soziologie in Kanada. Seit 1972 lehrte er am Fachbereich Sozialwesen der Gesamthochschule Kassel (emeritiert 1979).
Nach Beendigung seiner aktiven Berufslaufbahn kehrte er nach Israel zurück, wo er drei Jahre später starb.

## Schriften (Auswahl)
- Soziologie der Sozialarbeit. Stuttgart 1975.
- Lexikon der sozialen Arbeit. Stuttgart 1978.

Übersetzungen
- Charles Goldstein: Leben ohne Stern. Ein Bericht. Deutsche Bearbeitung Nataly Landor. Piper, München 1964.
- Chushichi Tsuzuki: Eleanor Marx. Geschichte ihres Lebens. 1855–1898. [1967]. Colloquium Verlag, Berlin 1981, ISBN 3-7678-0437-9.